# Okupacija Luksemburga u Prvom svjetskom ratu
Njemačka okupacija Luksemburga u Prvom svjetskom ratu bila je prva od dvije vojne okupacije Velikog vojvodstva Luksemburg u dvadesetom stoljeću. Od kolovoza 1914., pa sve do kraja rata u studenom 1918., Luksemburg je bio pod potpunom okupacijom Njemačkog carstva. Njemačka vlada je opravdavala okupaciju potrebom da pruže podršku svojim jedinicama raspoređenim u susjednoj Francuskoj, iako su Luksemburžani drukčije tumačili njemačke postupke.
Tijekom tog razdoblja Luksemburgu je dozvoljeno zadržati svoju vladu i politički sustav, iako se prisutnost njemačke vojske osjećala krajnje neugodno. Bez obzira na distrakciju koju je okupacija donijela, Luksemburžani su se trudili voditi život kao i inače. Političke stranke su svoju pažnju usmjerile na ekonomiju, obrazovanje i ustavne reforme.
Domaće političko okruženje se dosta zakompliciralo smrću luksemburškog premijera Paula Eyschena, nakon čije smrti je uslijedilo razdoblje kratkotrajnih vlada, stanje koje je dovelo do pobune i ustavnog rasula nakon povlačenja njemačkih vojnika.

## Pozadina
Londonskim sporazumom iz 1867. godine Luksemburgu je priznat status neutralne države. U Luksemburškoj krizi Pruska je osujetila pokušaj Francuske da kupi Veliko vojvodstvo od Nizozemske. Neutralnost Luksemburga tada je prihvatio i pruski kancelar Otto von Bismarck koji se hvalio:
U lipnju 1914., Gavrilo Princip je u Sarajevu ubio nadvojvodu Franju Ferdinanda, austrougarskog prijestolonasljednika, što je naglo pogoršalo odnose između Srbije i Austro-Ugarske. Njemačka je podržavala Austro-Ugarsku dok se Srbija oslanjala na Rusku carstvo. Austro-Ugarska je 28. lipnja 1914. objavila rat Srbiji, što je izazvalo mobilizaciju ruske vojske, pa je Njemačka u skladu sa svojim savezničkim obavezama objavila rat Rusiji.
Po ovoj strategiji koju je 1905. osmislio Alfred von Schlieffen Njemačka je trebala prodrijeti u Francusku kroz slabo branjene zemlje, Belgiju i Luksemburg. Na taj način bi njemačka vojska stigla do Pariza zaobišavši najjača francuska obrambena uporišta na jugu, osvojila ga i natjerala Francusku na predaju. Poslije toga bi Nijemci svu pažnju mogli usmjeriti na Istočno bojište.
Još od šezdesetih godina 19. stoljeća, Luksemburžanima su bile jasne njemačke težnje i vlada Luksemburga je bila svjesna posljedica Schieffenovog plana. Godine 1911. premijer Paul Eyschen je imenovao inženjere kako bi ispitali željezničku mrežu u zapadnoj Njemačkoj, a osobite izglede za okupaciju Luksemburga zbog potrebe osiguravanja logističke podrške za kampanju u Francuskoj. Povrh svega, u Luksemburgu je živio veliki broj etnički čistih Nijemaca, pa se strahovalo da će Njemačka anektirati Luksemburg i pripojiti ga svome carstvu. Vlada Luksemburga se trudila ovo izbjeći ističući neutralnost zemlje.

## Invazija
Dana 1. kolovoza 1914. Njemačka je objavila rat Rusiji. Kada su zaratili sa svojim istočnim susjedom, Nijemci su aktivirali Schieffenov plan. Ovim su se obistinila strahovanja luksemburške vlade. U početku Luksemburg je bio samo tranzitna točka za njemačku Četvrtu armiju koja je bila pod zapovjedništvom Albrechta von Württemberga. Jedna željeznica sa sjevera Rajnske oblasti prolazila je kroz Troisvierges na krajnjem sjeveru Luksemburga i prva šteta koju je Njemačka nanijela luksemburškom suverenitetu bilo je nelegalno korištenje ove željezničke stanice. Eyschen je protestirao, ali nije mogao spriječiti njemačko napredovanje.
Sljedećeg dana povrede suveriniteta su postale ozbiljnije jer su Nijemci pokrenuli opću ofanzivu. Njemački vojnici su napredovali kroz jugoistočni dio Luksemburga, prešli rijeku Mosel kod Remicha i Wasserbilliga i nastavili napredovati ka prijestolnici - Luksemburgu. Desetine tisuća njemačkih vojnika se raspodijelilo po Luksemburgu za 24 sata.  Velika vojvotkinja Marie Adelaide naredila je maloj vojsci vojvodstva, koja je imala manje od 400 ljudi,da ne pružaju otpor i 2. kolovoza ona i Ayschen su se sreli s pukovnikom von Tessmarom na Adolfovom mostu, simbolu modernizacije Luksemburga. Oni su blago prosvjedovali, ali i mladoj vojvotkinji i iskusnom premijeru bilo je već jasno da je njemačko vojno prisustvo bilo neizbježno.
Dana 2. kolovoza njemački kancelar Theobald von Bethmann-Hollweg pravdao je potpunu okupaciju Luksemburga vojnim razlozima, tvrdeći kako je Francuska planirala isti potez. Francuska je tvrdila da ona ne bi narušila luksemburški suverenitet prije Njemačke[12]. Bhetmann-Hollweg je pokušao izraziti žaljenje zbog čina koji je učinila njegova zemlja, nudeći Luksemburgu kompenzaciju za štetu nanetu vojnim prisustvom[11]. Dana 4. kolovoza Hollweg je pred Reichstagom izjavio:
.
Međutim, kako je izgledalo da se Njemačka približava pobjedi, njemački kancelar je promijenio mišljenje. U svom Rujanskom programu, Bhetmann-Hollweg je predložio da Luksemburg postane njemačka savezna država, i da se na to prisili luksemburški narod kada Njemačka bude proglasila svoju neminovnu pobjedu nad Antantom.  Znajući ovo, za mnoge Luksemburžane je predstavljalo pravo olakšanje vijest da je njemačko nastupanje zaustavljeno na Marni sredinom rujna. Za sukobljene nacije ovo je značilo početak rovovskog ratovanja ali za Luksemburg je to bilo produženje njemačke okupacije unedogled.

## Ayschenova vlada
Kako se uspostavila ravnoteža na Zapadnom bojištu, sudbina Luksemburga je postala veoma neizvjesna. Svima je bilo jasno da luksemburška vlada barem još neko vrijeme može očuvati samoupravu ako bude u potpunosti izašla u susret potrebama njemačke vojne administracije. Eyschen je bio poznat i veoma popularan političar i sve stranke su imale puno povjerenje u njegovu sposobnost u provođenju Luksemburga kroz diplomatko minsko polje kakva je bila okupacija. Na zahtjev nejmačkog poslanika, on je 4. kolovza 1914. izbacio francuskog, a četiri dana kasnije i belgijskog poslanika, a kada je Italija ušla u rat, i njenog predstavnika. Isto tako Eyschen je odbio govoriti loše o Carinskoj uniji — (Zollverein), premda je još prije rata otvoreno govorio o istupanju iz te trgovinske unije.]]

Dana 13. listopada 1914. godine njemačke vojne vlasti su uhitile luksemburškog novinara, Karla Dardera, zbog objavljivanja antinjemačkih priča. Darder je odveden u Koblenz, gdje ga je vojni sud osudio na tri mjeseca zatvora. Eyschen je bio zapanjen, jer su Nijemci oteli luksemburškog građanina i prekršili svoja teritorijalna ovlaštenja i nije krio svoje ogorčenje. Njemačkom poslaniku u Luksemburgu rekao je kako je ovaj akt predstavljao izravno kršenje suvereniteta Velikog vojvodstva.

Ovakvi žestoki prosvjedi su se ponovili, i od strane Eyschena i od Viktora Torna, kada su u siječnju 1915. uhićeni željeznički radnici jer su navodno surađivali s francuskom vojnom obavještajnom službom. Njima je potom suđeno u Trieru. Kao ministar pravosuđa, Thorn je bio bijesan zato što je na taj način sudski sustav Luksemburga tretiran s omalovažavanjem. Njemačka uprava nije s odobravanjem primala ovakve prigovore. Međutim, iako im je smetala Eyschenova tvrdoglavost, on je bio koristan jer je bio jedina osoba koja je mogla ujediniti različite političke frakcije u Luksemburgu.
Eyschen nije bio jedini koji je zarad svojih principa otežavao normalno funkcioniranje vlade. U ljeto 1915. Eyschen je pokušao smanjiti utjecaj katoličke crkve u državnom školskom sustavu. Velika vojvotkinja, Marie Adelaide, bila je protiv toga jer je bila jako pobožna katolkinja (kao i većina stanovnika njene zemlje ali ne i njen pokojni otac, koji je bio protestant) ona je navodno rekla: „Neću dozvoliti da najdragocenije naslijeđe [rimokatolicizma] bude ukradeno dok ja imam ključ.“ Marie Adelaide je odbila popustiti pa je čak pozvala Eyschena da da ostavku ako nije bio spreman prihvatiti njenu odluku. Eyschen je skoro to i učinio, ali se ipak uspio obuzdati. Ipak, nije dugo poslije toga ostao na premijerskom položaju.

## Razdoblje poslije Eyschena

### Eyschenova smrt
Dana 11. listopada 1915. godine smrt Paula Eyschena je nanijela težak udarac i gotovo je paralizirala luksemburški politički sustav. Kada je izbio rat, Eyschen je imao 73 godine i njegov dvadesetsedmogodišnji mandat je bio jedina vlada koju je pamtila većina Luksemburžana. Tijekom prve godine njemačke okupacije, bio je oslonac za luksemburški narod. Također je bio od velikog značaja i za Mariju Adelaide. Velika vojvotkinja nije bila pripremljena za položaj koji je zauzimala, bila je 53 godine mlađa od Eyschena i smatrana je i politički naivnom i opasno pristrasnom za jednog ustavnog monarha, a ograničenja moći njene funkcije i položaja su bila relativno kozmetičke prirode.
Od osobitog značenja je bilo to što je Eyschen imao povjerenje Poslaničke komore i što je uspijevao držati na okupu u vladi sve značajne luksemburške stranke, naizgled samo svojim autoritetom. Da bi situacija bila još gora po nacionalno jedinstvo iskušenja okupacije su dovele do obnove antiklerikalnog saveza između socijalističke i liberalne stranke. Zbog toga ni klerikalci ni njihovi oponenti nisu mogli imati zakonodavnu većinu. Katolički konzervativci su oformili najveći blok, ali ni oni nisu uspjeli okupiti većinsku koaliciju.

### Vlada Mathiasa Mongenasta
Dan nakon Eyschenove smrti, velika vojvotkinja Marie Adelaide je pozvala Mathiasa Mongenasta, ministra financija još od 1882. godine, da formira manjinsku vladu. Mongenastov specijalni status privremenog premijera bio je potvrđen i službenom titulom. Naime on, za razliku od svojih prethodnika od 1857. godine, nije bio predsjednik vlade već je imao manje zvučnu titulu predsjednika vijeća.
Mongenastova vlada nije trebala biti dugog vijeka. Glavni cilj koji je velika vojvotkinja htjela postići imenovanjem iskusnog Mongenasta bila je stabilizacija političke situacije u zemlji. Ipak, niko nije očekivao da će vlada tako brzo pasti. Mongenast je 4. studenog 1915. predložio kandidata za novog upravnika luksemburške učiteljske škole. Okruženje velike vojvotkinje nije se slagalo s ovom nominacijom pa je Marie Adelaide odbila Mongenastov prijedlog. Mongenast je bio uporan; obrazovanje je bila njegova omiljena tema i on je očekivao da će velika vojvotkinja prihvatiti savjet iskusnog političara kakav je on bio. Pogriješio je, jer je velika vojvotkinja bila tvrdoglava i samo je kritizirala premijera koji je imao manjinsku podršku, a osobito zato što je bio nov na mjestu i već postavljao zahtjeve. Sljedećeg dana Mongenast je dao ostavku samo 25 dana nakon što je postao premijer.
Pošto se sukobljavala s Mongenastom, velika vojvotkinja je odlučila formirati kabinet samo od konzervativaca. Poslanička komora se tome snažno protivila; desnica je u ovom tijelu imala samo 20 od 52 poslanika, a bila joj je potrebna većinska podrška. Marie Adelaide je pokušala izaći iz slijepe ulice raspuštanjem poslaničke komore i pozivanjem građana da povjere mandat konzervativcima. Ovo je razbijesnilo ljevicu, koja je pretpostavila da njeni poslanici sami imaju ustavno pravo dati povjerenje vladi. Oni su smatrali da je ovim činom velika vojvotkinja izvršila državni udar. Ipak 13. prosinca Luksemburžani su izašli na birališta. Iako su pozicije desnice poboljšane jer je dobila 25 mandata, ona nije bila dovoljno jaka da formira većinsku vladu. Dana 11. siječnja 1916. u poslaničkoj komori je prošao prijedlog o nepovjerenju i premijer je razrešen dužnosti.